# Bhad Bhabie
Bhad Bhabie, właśc. Danielle Marie Peskowitz Bregoli (ur. 26 marca 2003 w Boynton Beach) – amerykańska raperka i osobowość internetowa pochodzenia włosko-aszkenazyjskiego. Po raz pierwszy stała się znana dzięki występowi w talk show Dr. Phil we wrześniu 2016 r.
W 2017 roku Bregoli została najmłodszą raperką, która kiedykolwiek pojawiła się na liście Billboard Hot 100 dzięki swojemu debiutanckiemu singlowi „These Heaux”. Następnie podpisała kontrakt nagraniowy z Atlantic Records i od tego czasu rozszerzyła swoją działalność tworząc też; reality show czy markę makijażu. Bregoli wydała swój pierwszy mixtape, 15, we wrześniu 2018 roku. Główny singel „Hi Bich” również znalazł się na liście Billboard Hot 100.

## Życiorys

### 2003–2015: Wczesne życie
Bregoli urodziła się i wychowała w Boynton Beach na Florydzie. Jej rodzice rozstali się, gdy była niemowlęciem. Jest pochodzenia aszkenazyjskiego ze strony ojca i włoskiego od strony matki. Bregoli wychowywana była tylko przez matkę w katolickim domu.

#### 2016–2017: Występ w programie Dr. Phil
14 września 2016 r. Bregoli i jej matka Barbara Ann wzięły udział w programie Dr. Phil. Pojawiły się w serialu, aby omówić zachowanie Bregoli, które obejmowało m.in. kradzież samochodu. Kiedy Bregoli zirytowała się śmiechem publiczności oglądającej program na żywo, wykrzyczała głośno: „Catch me outside, how about that?”, ta wypowiedź stała się popularnym memem w Internecie a sama Bregoli zyskała popularność i uwagę mediów. 10 lutego 2017 r. Bregoli pojawiła się ponownie w programie. Jej pierwszy występ w programie i wyżej wymieniony mem, zainspirowały DJ Suede do stworzenia utworu „Cash Me Outside”, singel znalazł się na listach Billboard Hot 100, Streaming Songs i Hot R&B /Hip-Hop Songs.
Bregoli dzięki swojemu sloganowi została nominowana do nagrody MTV Movie & TV Awards 2017 w kategorii „Trendy”.
Po występie w serialu Doktor Phil Bregoli została wysłana do ośrodka dla „trudnych nastolatków” w Escalante w stanie Utah. Później po wyjściu z ośrodka została aresztowana i przyznała się do zarzutów kradzieży, posiadania marihuany i złożenia fałszywego raportu policyjnego, za co w lipcu 2017 r. została skazana na pięć lat w zawieszeniu.
W marcu 2021 r. Bregoli przesłała na swój kanał YouTube film, w którym twierdzi, że doświadczyła przemocy i była jej świadkiem w ośrodku. Oskarżyła pracowników o zmuszanie jej do siedzenia bez snu przez trzy dni bez przerwy, stosowanie przymusu fizycznego wobec innych nastolatków i ignorowanie doniesień o znęcaniu się. Skrytykowała także doktora Phila za bezpodstawne wysyłanie do ośrodka nastolatków którzy brali udział w jego programie. W wywiadzie dla NewsNation z kwietnia 2021 r. Phil odpowiedział, że nie był świadomy działań rancza i nie otrzymywał od nich raportów jak sprawują się podopieczni.

##### 2017–2018: Początki kariery
Bregoli wydała swój pierwszy singel „These Heaux” 24 sierpnia 2017 r. Nagranie osiągnęło 77. miejsce na liście Billboard Hot 100, co czyni Bregoli najmłodszą artystką rapową, która zadebiutowała na listach przebojów. Sukces „These Heaux” skłonił wytwórnię Atlantic Records do podpisania z Bregoli kontraktu płytowego. We wrześniu 2017 roku Bregoli zremiksowała piosenkę Kodaka Blacka „Roll in Peace” oraz piosenkę Tee Grizzley i Lil Yachty’ego „From the D to the A”. 22 września 2017 roku wydała utwór „Hi Bich”, który osiągnął 17. miejsce na liście Billboard Hot 100, a dzień później kolejny singel „Whachu Know” wraz z teledyskiem, który uzyskał ponad 3 miliony wyświetleń w 24 godziny. 30 listopada 2017 roku, wydała kolejny singel „I Got It”, a w grudniu „Mama Don’t Worry (Still Ain’t Dirty)”. W niedługim czasie „Hi Bich” doczekało się remixu ze zwrotkami od znanych raperów; YBN Nahmir, Rich the Kid i Asian Doll.
26 marca 2018 roku świętowała swoje urodziny wydając nową piosenkę „Gucci Flip Flops” z udziałem rapera Lil Yachty’ego. Dwa dni później otrzymała od RIAA złoty certyfikat za swój singel „Hi Bich”. W połowie kwietnia wydała freestyle zatytułowany „Who Run It”.
14 kwietnia 2018 roku raperka wyruszyła w trasę koncertową po Ameryce Północnej i Europie wraz z Asian Doll.
2 maja 2018 roku ukazał się teledysk do „Gucci Flip Flops”. Po wydaniu teledysku piosenka stała się światowym hitem. Zadebiutowała na liście Billboard Hot 100 na 80. miejscu, a osiągnęła szczyt na 79 stając się jej trzecim singlem na liście przebojów. Otrzymała nominację do nagrody Billboard Music Award 2018 w kategorii Najlepsza artystka rapowa.
14 czerwca 2018 roku Bregoli wydała kolejny singel „Trust Me” z udziałem Ty Dolla Sign. 26 lipca wydała teledysk do „Trust Me”, w którym gościnnie wystąpili Theo Von i Bella Thorne.
14 sierpnia 2018 roku Bregoli ogłosiła swój nadchodzący mixtape 15. Dzień później otrzymała złoty certyfikat za swój singel „Gucci Flip Flops”.
30 sierpnia 2018 roku Bregoli wydała nowy singel „Yung and Bhad” z udziałem City Girls. Dwa dni przed wydaniem swojego debiutanckiego mixtape’u wydała teledysk do Thot Opps (Clout Drop) i Bout That. 18 września 2018 wydała krążek 15 wraz z singlem „Geek’d” z udziałem Lil Baby’ego. 17 października wydała utwór „Juice” z udziałem rapera YG. Wydano także teledysk do „Juice”, w którym gościnnie wystąpiła mistrzyni wagi piórkowej kobiet UFC Cris Cyborg, ale sam YG nie pojawił się w teledysku.
6 listopada 2018 r. wyruszyła w kolejną część swojej trasy koncertowej, odpowiednio na zachodnim wybrzeżu Stanów Zjednoczonych oraz Australii i Nowej Zelandii. Trasa zebrała dobre recenzje, niektórzy nawet porównywali Bregoli do Britney Spears z wczesnych lat jej kariery.

##### 2019 – obecnie: Bringing Up Bhabie oraz Ride or Die
W styczniu 2019 roku Bregoli wydała dwa single: „Babyface Savage” z udziałem Tory’ego Laneza i „Bestie” z udziałem Kodaka Blacka. Babyface Savage zyskało dużą popularność, zwłaszcza na YouTube i Twitterze. Piosenka znalazła się także na listach przebojów w Kanadzie i na liście Bubbling Under Hot 100 w USA. Teledysk osiągnął 20 milionów wyświetleń w niecałe 2 miesiące. Teledysk Bestie, wyreżyserowany przez Michaela Garcię, ukazał się 25 lutego i został doceniony za oprawę wizualną i fabułę. Zawierał lokowanie produktu wielu marek i gościnnie wystąpił w nim raper DMX.
W tym samym miesiącu raperka ogłosiła podpisanie umowy z firmą Copycat Beauty, w ramach której będzie promować produkty tej marki w swoich mediach społecznościowych i teledyskach.
Bregoli wypuściła także zwiastun swojego nowego reality show Bringing Up Bhabie, w którym szczegółowo opisuje jej codzienne życie i budowanie kariery muzycznej. Program pojawił się na Snapchacie. Pierwszy sezon liczył 12 odcinków, a TMZ odnotowało znakomitą oglądalność liczącą ponad 10 milionów unikalnych widzów w ciągu pierwszych 24 godzin.
W kwietniu 2019 roku Bregoli wydała remiks utworu „Bestie” z Megan Thee Stallion. Bregoli wydała także single „Lotta Dem” i „Spaz”, w którym występuje YBN Nahmir.
W następnym miesiącu wydała kolejny singel zatytułowany „Get Like Me”, na którym występuje NLE Choppa. 22 sierpnia 2019 roku ogłosiła wydanie swojej gry komputerowej Ride or Die, w której Bregoli jest animowaną postacią a gracz musi zmusić ją do ucieczki przed policją.
W grudniu 2019 r. na Instagramie opublikowano film przedstawiający Bregoli noszącą afrykańskie warkocze, wywołało to kontrowersje wokół zawłaszczania przez nią obcej kultury i doprowadziło to ją do wzięcia przerwy w swojej karierze muzycznej. W lutym 2020 roku zakończyła przerwę publikując freestyle do piosenki Nicki Minaj „Yikes” a zaraz po nim piosenkę „$” z Lil Gotitem. 22 kwietnia 2020 roku wydała singel, zatytułowany „That’s What I Said”, utwór skierowany do jej krytyków.
W czerwcu Bregoli trafiła 31-dniowy pobyt w ośrodku odwykowym z powodu uzależnienia od leków na receptę. Otrzymała publiczne wsparcie od takich gwiazd jak Demi Lovato, Blac Chyna i Charli XCX.
1 kwietnia 2021 roku, sześć dni po swoich osiemnastych urodzinach, Bregoli otworzyła konto na platformie OnlyFans i zarobiła ponad 1 milion dolarów w ciągu pierwszych sześciu godzin. W późniejszym czasie jej zarobki z ów platformy przekroczyły 50 milionów dolarów.
4 kwietnia TMZ poinformowało, że ona i Paris Hilton współpracowały nad programem dla nastolatków z problemami, skupiającym się na molestowaniu, jakiego doświadczają młode dziewczyny na różnego typu obozach.
We wrześniu 2021 roku Bregoli założyła własną wytwórnię płytową Bhad Music. 17 września wydała swój pierwszy singel pod szyldem własnej wytwórni, „Miss Understood”, który zajął 8. miejsce na liście Digital Song Sales.

## Życie prywatne
8 listopada 2024 roku potwierdziła plotki dotyczące jej walki z nowotworem.

## Dyskografia

### Mixtape’y
- 15 (2018)

### Single
| Tytuł                                                             | Rok  | Pozycje na listach przebojów | Pozycje na listach przebojów | Pozycje na listach przebojów | Certyfikat sprzedaży                      | Album |
| Tytuł                                                             | Rok  | USA                          | USA R&B/HH                   | KAN                          | Certyfikat sprzedaży                      | Album |
| ----------------------------------------------------------------- | ---- | ---------------------------- | ---------------------------- | ---------------------------- | ----------------------------------------- | ----- |
| „These Heaux”                                                     | 2017 | 77                           | 34                           | 57                           | - RIAA: Złoto                             |       |
| „Hi Bich”                                                         | 2017 | 68                           | 29                           | 66                           | - RIAA: Platyna - MC: Złoto               | 15    |
| „Whachu Know”                                                     | 2017 | –                            | –                            | –                            |                                           |       |
| „I Got It”                                                        | 2017 | –                            | –                            | –                            |                                           |       |
| „Mama Don’t Worry (Still Ain’t Dirty)”                            | 2017 | –                            | –                            | –                            |                                           |       |
| „Both of Em”                                                      | 2018 | –                            | –                            | –                            |                                           |       |
| „Gucci Flip Flops” (gość: Lil Yachty)                             | 2018 | 79                           | 39                           | 62                           | - RIAA: Platyna - MC: Złoto - ZPAV: Złoto | 15    |
| „Trust Me” (gość: Ty Dolla Sign)                                  | 2018 | –                            | –                            | –                            |                                           | 15    |
| „Geek’d” (gość: Lil Baby)                                         | 2018 | –                            | –                            | –                            |                                           | 15    |
| „Babyface Savage” (gość: Tory Lanez)                              | 2019 | –                            | –                            | 78                           |                                           |       |
| „Bestie” (gość: Kodak Black, Megan Thee Stallion)                 | 2019 | –                            | –                            | –                            | - RIAA: Złoto                             |       |
| „Spaz” (gość: YBN Nahmir)                                         | 2019 | –                            | –                            | –                            |                                           |       |
| „Lotta Dem”                                                       | 2019 | –                            | –                            | –                            |                                           |       |
| „Get Like Me” (gość: NLE Choppa)                                  | 2019 | –                            | –                            | –                            |                                           |       |
| „That’s What I Said”                                              | 2020 | –                            | –                            | –                            |                                           |       |
| „Do It Like Me”                                                   | 2020 | –                            | –                            | –                            |                                           |       |
| „Miss Understood”                                                 | 2021 | –                            | –                            | –                            |                                           |       |
| „Bi Polar”                                                        | 2021 | –                            | –                            | –                            |                                           |       |
| „–” Oznacza że singel nie był notowany na danej liście sprzedaży. |      |                              |                              |                              |                                           |       |

### Single promocyjne
| Tytuł                              | Rok  | Album |
| ---------------------------------- | ---- | ----- |
| „15 (Intro)”                       | 2018 | 15    |
| „Yung and Bhad” (gość. City Girls) | 2018 | 15    |
| „Bout That”                        | 2018 | 15    |
| „Thot Opps (Clout Drop)”           | 2018 | 15    |
| „Bhad Bhabie Story”                | 2018 | 15    |
| „$” (gość. Lil Gotit)              | 2020 |       |

## Filmografia
- Dr. Phil (2016-2017; dwa wystąpienia)
- Bringing Up Bhabie (2019; główna rola)
- Drugstore June (2024; cameo)[77]

## Trasy koncertowe
- Bhanned in the USA Tour (2018–2019)
- The 2020 Tour (2020; anulowana)[78]

## Nagrody i nominacje
| Rok  | Nagroda               | Kategoria             | Wynik     |
| ---- | --------------------- | --------------------- | --------- |
| 2018 | Billboard Music Award | Top Rap Female Artist | Nominacja |